# Felipe Yáñez Parra
Felipe Ariel Yáñez Parra (Puente Alto, Chile, 18 de octubre de 2004-) es un futbolista chileno que juega de lateral izquierdo y su actual club es Unión La Calera  de la Primera División de Chile.

## Trayectoria
A los 4 años de edad, jugaba para el club Nueva Esperanza de Puente Alto, dirigido por Mariana Sandoval, madre del futbolista internacional chileno Charles Aránguiz. Luego, pasó a una escuela de fútbol oficial de Colo-Colo llamada Gabriela Mistral, dirigida por el exjugador albo Luis Pérez Franco, donde tras destacarse, a los 8 años fue llevado a prueba a las divisiones inferiores del Cacique por 2 semanas como extremo izquierdo, siendo aceptado.
En la sub-14, su entrenador Eduardo Rubio lo retraso en el campo para jugar como lateral izquierdo, logrando un gran nivel que lo llevó a ser considerado en selecciones menores chilenas.
Tras un brote de COVID-19 en el conjunto profesional albo, hizo su debut profesional el 28 de octubre de 2021 ante Audax Italiano en un partido válido por el torneo de Primera División 2022, terminando en derrota 0:2.
En enero de 2022, luego de firmar su primer contrato profesional, fue cedido a préstamo a Coquimbo Unido por toda la temporada 2022.

## Selección nacional

### Selecciones menores
En abril de 2019, formó parte de la Selección chilena sub-15 que participó en el Torneo de Desarrollo UEFA Sub-16 en Finlandia, luego participó en el Sudamericano Sub-15 2019, disputando 4 partidos. Tras ser nominado a microciclos tanto por la Sub-17 como por la Sub-20, representó a la sub-20 en un partido amistoso ante su similar de Paraguay.

#### Participación en Sudamericanos
| Torneo                      | Sede     | Resultado    | Partidos | Goles | Asis. |
| --------------------------- | -------- | ------------ | -------- | ----- | ----- |
| Sudamericano Sub-15 de 2019 | Paraguay | Primera Fase | 4        | 0     | 0     |

## Estadísticas
| Club                   | Div.       | Temporada  | Liga  | Liga  | Copas nacionales | Copas nacionales | Torneos internacionales | Torneos internacionales | Total | Total |
| Club                   | Div.       | Temporada  | Part. | Goles | Part.            | Goles            | Part.                   | Goles                   | Part. | Goles |
| ---------------------- | ---------- | ---------- | ----- | ----- | ---------------- | ---------------- | ----------------------- | ----------------------- | ----- | ----- |
| Colo-Colo · Chile      | 1.ª        | 2021       | 1     | 0     | —                | —                | —                       | —                       | 1     | 0     |
| Colo-Colo · Chile      | Total club | Total club | 1     | 0     | 0                | 0                | 0                       | 0                       | 1     | 0     |
| Coquimbo Unido · Chile | 1.ª        | 2022       | 22    | 0     | 1                | 0                | —                       | —                       | 23    | 0     |
| Coquimbo Unido · Chile | 1.ª        | 2023       | 0     | 0     | 0                | 0                | —                       | —                       | 0     | 0     |
| Coquimbo Unido · Chile | Total club | Total club | 22    | 0     | 1                | 0                | 0                       | 0                       | 23    | 0     |
| Ñublense · Chile       | 1ª         | 2024       | 0     | 0     | 0                | 0                | —                       | —                       | 0     | 0     |
| Ñublense · Chile       | Total club | Total club | 0     | 0     | 0                | 0                | 0                       | 0                       | 0     | 0     |
| Total club             | Total club | Total club | 23    | 0     | 1                | 0                | 0                       | 0                       | 24    | 0     |
| 1. 2.                  |            |            |       |       |                  |                  |                         |                         |       |       |